# Des images aux mots
Des Images Aux Mots est un festival français de cinéma LGBTQIA+ fondé en 2007 qui se déroule chaque début d'année à Toulouse (Occitanie) et dans les régions Occitanie et Nouvelle-Aquitaine,,.
Son ambition est de mettre en avant la diversité de genre et des orientations affectives, de promouvoir l'égalité des droits à travers le cinéma et de lutter contre les LGBTQIphobies. Depuis 2019, le festival a entamé une démarche d'inclusion en rendant une partie de sa programmation accessible au public sourd et malentendant (sous-titrages SME, interprétations signées).

## Historique
Créé en 2007, le festival Des Images Aux Mots fait partie des festivals de cinéma LGBTQIA+ en France. Le festival est né dans le cadre de l'association Arc-En-Ciel Toulouse et il est aujourd'hui organisé par l'association DIAM.
Le festival collabore historiquement avec certains cinémas d'art et essai toulousains comme le Cinéma ABC, la Cinémathèque de Toulouse et l'American Cosmograph (historiquement Utopia Toulouse). Dès sa deuxième édition, il s'étend dans d'autres villes d'Occitanie et travaille avec des espaces culturels tels que Ciné'Carbonne (Carbonne), Cinéma Astarac (Mirande) et la Scène Nationale d'Albi-Tarn (Albi).
La partie régionale s'est étendue à d'autres villes en Occitanie et Nouvelle-Aquitaine. En 2025, elle comprenait 12 départements grâce au partenariat avec l'association des cinémas Art et Essai du Grand Sud-Ouest Cinephilae (Ariège, Aude, Aveyron, Gers, Haute-Garonne, Hautes-Pyrénées, Lot, Lot-et-Garonne, Pyrénées-Atlantiques, Pyrénées-Orientales, Tarn, Tarn-et-Garonne).
En 2025, le festival a fêté ses dix-huit ans d'existence et a rassemblé près de 6000 spectateurs et spectatrices.
Parmi les autres lieux de projection à Toulouse, on retrouve aujourd'hui l'Espace des Diversités et de la Laïcité, l'Institut Cervantes, le Cratère, le Pathé Wilson et Utopia Borderouge.

## Particularités de programmation
Des Images Aux Mots propose plusieurs catégories de réalisations : long-métrages de fiction, long-métrages documentaires, courts-métrages de fiction et courts-métrages documentaires. Pour les courts-métrages de fiction, plusieurs soirées thématiques reviennent chaque année : Boysnight, PluriELLES et Translucides.
Le festival a pour objectif de faire découvrir au plus grand nombre la diversité de la production de films LGBTQIA+ à travers une programmation inclusive et éclectique. En 2025, la programmation comptait 48,8% de femmes dans la réalisation des œuvres programmées.
Certaines réalisations sont traduites et sous-titrées par les bénévoles de l’association en exclusivité pour le festival et parfois en version SME.

## Identité textuelle
Le nom Des Images Aux Mots part d'une volonté de « de partir des images [...] pour aller vers les mots, les échanges, les débats, le partage » selon les fondateurs du festival, Laure Faghol et Jacques Baran. C’est également un jeu de mots qui fait directement référence à la communauté LGBTQIA+.

## Identité visuelle
Depuis 2018, les affiches sont réalisées par l’artiste occitane Nathalie De Zan. Chaque année, elle y met en valeur des personnes de la communauté LGBTQIA+.
| 2025 | Tyler Neasloney et James Spinella |
| 2024 | Samy Nemir Olivare                |
| 2023 | A.J Mattioli                      |
| 2022 | Jenna Laurenzo                    |
| 2021 | Jessica Dunn Rovinelli            |
| 2019 | Gabs Ricci                        |
| 2018 | Zakari Babel                      |

## Organisation

### Fondation
Jacques Baran et Laure Faghol.

### Présidence
| 2020 - 2025 | Anne Catherine Mezure            |
| 2019 - 2020 | Magalie et Anne Catherine Mezure |
| 2017 - 2019 | Lionel Pires et Elisabeth Pons   |
| 2016 - 2017 | Laure Faghol et Elisabeth Pons   |

## Palmarès[10]

### 18ème édition (2025)

#### Longs-métrages de fiction
| Prix du public   | Los amantes astronautas (Marco Berger)   |
| Prix du jury     | Baby (Marcelo Caetano)                   |
| Mention spéciale | El sueño de la sultana (Isabel Herguera) |

#### Longs-métrages documentaires
| Prix du public | Si je meurs, ce sera de joie (Alexis Taillant) ex æquo avec Fragments d’un parcours amoureux (Chloé Barreau) |
| Prix du jury   | Si je meurs, ce sera de joie (Alexis Taillant)                                                               |

#### Courts-métrages de fiction
| Prix du public | La vie au Canada (Frédéric Rosset) |
| Prix du jury   | A la carta (Iván Vigara)           |

#### Courts-métrages documentaires
| Prix du public   | The birth of Naikee (Clémentine Decremps) |
| Prix du jury     | The birth of Naikee (Clémentine Decremps) |
| Mention spéciale | Maria Schneider, 1983 (Elisabeth Subrin)  |

### 17ème édition (2024)

#### Longs-métrages de fiction
| Prix du public | 24h à New-York (Vuk Lungulov-Klotz)                     |
| Prix du jury   | 20000 espèces d'abeilles (Estibaliz Urresola Solaguren) |

#### Longs-métrages documentaires
| Prix du public   | Lesbiennes, quelle histoire ? (Marie Labory)       |
| Prix du jury     | Queerying Nature (Aline Magrez et Leonor Palmeira) |
| Mention spéciale | Sirens (Rita Baghdadi)                             |

#### Courts-métrages
| Prix du public   | Cristiano (Adan Pichardo)                 |
| Prix du jury     | 17 minutos con Nora (Imanol Ruiz de Lara) |
| Mention spéciale | A summer place (Alexandra Matheou)        |

### 16ème édition (2023)

#### Longs-métrages de fiction
| Prix du public   | Désert privé (Aly Muritiba)     |
| Prix du jury     | Loup et chien (Claudia Varejao) |
| Mention spéciale | Désert privé (Aly Muritiba)     |

#### Longs-métrages documentaires
| Prix du public   | Rebel Dykes (Harri Shanahan et Sian A. William)        |
| Prix du jury     | Fleurs d'Asphalte (Julio Matos et Coraci Bartman Ruiz) |
| Mention spéciale | De reinas y otros colores (Juan Herrera)               |

#### Courts-métrages
| Prix du public                      | Paroles (Franck Villette)     |
| Prix du jury                        | Alia (Zahra Berrada)          |
| Prix du jury ambassadeur - étudiant | Beauty Boys (Florent Gouëlou) |

### 15ème édition (2022)

#### Longs-métrages de fiction
| Prix du public   | Finlandia (Horacio Alcala) ex æquo avec Les Meilleures (Marion Desseigne-Ravel) |
| Prix du jury     | Les Meilleures (Marion Desseigne-Ravel)                                         |
| Mention spéciale | Tove (Zaida Bergroth)                                                           |

#### Longs-métrages documentaires
| Prix du public | Sainté capitale des queers (Lucie Demange, Adèle Galliot, Carla Hennequart) |
| Prix du jury   | Nos corps sont vos champs de bataille (Isabelle Solas)                      |

#### Courts-métrages
| Prix du public   | Dans la nature (Marcel Barelli)                                 |
| Prix du jury     | King Max (Adèle Vincenti-Crasson)                               |
| Mention spéciale | Amine (Noha Choukrallah) ex æquo avec Ur Aska (Myra Sofia Hild) |

### 14ème édition (2021)

#### Longs-métrages de fiction
| Prix du public | A good man (Marie-Castille Mention-Schaar)                                       |
| Prix du jury   | A good man (Marie-Castille Mention-Schaar) ex æquo avec Moffie (Oliver Hermanus) |

#### Longs-métrages documentaires
| Prix du public   | Mon nom est clitoris (Daphné Leblond et Lisa Billuart Monet) |
| Prix du jury     | Mon nom est clitoris (Daphné Leblond et Lisa Billuart Monet) |
| Mention spéciale | Les Reines de la nuit (Christiane Spièro)                    |

#### Courts-métrages
| Prix du public   | Anna (Sylvain Certain)              |
| Prix du jury     | Les Saints de Kiko (Manuel Marmier) |
| Mention spéciale | Odd job man (Marianne Blicher)      |

### 13ème édition (2020)

#### Longs-métrages de fiction
| Prix du public   | Yo Imposible (Patricia Ortega) |
| Prix du jury     | Yo Imposible (Patricia Ortega) |
| Mention spéciale | Socrates (Alexandre Moratto)   |

#### Longs-métrages documentaires
| Prix du public | Abu (Arshad Khan) |
| Prix du jury   | Abu (Arshad Khan) |

#### Courts-métrages
| Prix du public   | PD (Olivier Lallart)                                               |
| Prix du jury     | Larsen (Margot Gallimard) ex æquo avec Anders (Reinout Hellenthal) |
| Mention spéciale | T'es un bonhomme (Sylvain Certain) et Féeroce (Fabien Ara)         |

### 12ème édition (2019)
| Prix du public   | Entre deux sexes (Régine Abadia) |
| Prix du jury     | 1985 (Yen Tan)                   |
| Mention spéciale | Tucked (Jamie Patterson)         |

### 11ème édition (2018)
| Prix du public   | The Center of my world (Jakob Erwa) |
| Prix du jury     | The Firefly (Ana Maria Hermida)     |
| Mention spéciale | The Center of my world (Jakob Erwa) |

### 10ème édition (2017)
| Prix du public   | Un Bacio (Ivan Cotroneo)               |
| Prix du jury     | You'll never be alone (Alex Anwandter) |
| Mention spéciale | Kopek (Esen Isik)                      |

### 9ème édition (2016)
| Prix du public | La Sociologue et l'Ourson (Etienne Chaillou et Mathias Théry) |
| Prix du jury   | Naz et Maalik (Jy Dockenorf)                                  |

### 8ème édition (2015)
| Prix du public | The Circle (Stefan Haupt)     |
| Prix du jury   | Je suis à toi (David Lambert) |

### 7ème édition (2014)
| Prix du public   | Noor (Cagla Zencirci et Guillaume Giovanetti) |
| Prix du jury     | Palermo (Emma Dante)                          |
| Mention spéciale | Eastern Boys (Robin Campillo)                 |

### 6ème édition (2013)
| Prix du public   | Facing mirrors (Negar Azarbayjani)          |
| Prix du jury     | El sexo de Los Angeles (Xavier Villa Verde) |
| Mention spéciale | Sur le chemin des dunes (Bavo Defurne)      |

### 5ème édition (2012)
| Prix du public | Gun Hill Road (Rashaad Ernesto Green) |
| Prix du jury   | Week-end (Andrew Haigh)               |

### 4ème édition (2011)
| Prix du public | Contracorriente (Javier Fuentes-Leon)              |
| Prix du jury   | The Secret Diaries of Miss Ann Lister (James Kent) |

### 3ème édition (2010)
| Prix du public | A outra margem (Luis Filipe Rocha) |
| Prix du jury   | Rain (Maria Govan)                 |

### 2ème édition (2009)
| Prix du public | A la carte (N. G. Velilla)                    |
| Prix du jury   | Otto : or Up with Dead People (Bruce LaBruce) |